# In Gowan Ring
In Gowan Ring je ameriška neofolk glasbena skupina, v kateri je glavni pevec, pisec besedil in avtor glasbe Bobin Jon Michael Eirth, bolje poznan tudi samo kot B'eirth ali B'ee. Kot glasbenik je B'eirth široko poznan po igranju na kitaro z dvema vratovoma. Ima tudi drugo folk skupino imenovano Birch Book.

## Diskografija
- Love Charms – (World Serpent, 1994)
- The Twin Trees – (World Serpent, 1997)
- The Glinting Spade – (Bluesanct, 1999)
- Hazel Steps Through a Weathered Home – (Bluesanct, 2002)
- The Serpent and the Dove – (Les Disques du 7ème Ciel, 2015)